# 乙羽信子
乙羽信子（日语：／ Otowa Nobuko，1924年10月1日—1994年12月22日），本名新藤信子、(舊姓・加治)，女，日本演员。前寶塚歌劇團雪組主演娘役。曾获得藍絲帶獎最佳女主角、最佳女配角、日本電影學院獎最佳女配角等奖项。
1978年跟導演新藤兼人結婚。
1994年12月22日因肝癌去世，享年70歲。